# Ilinden

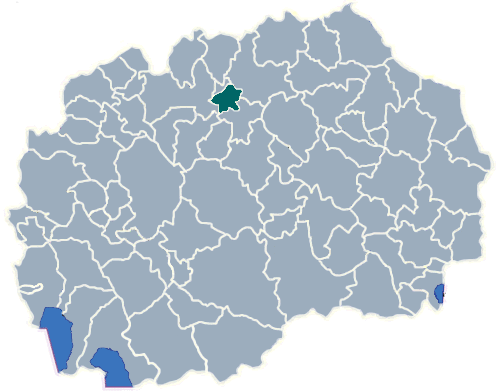
Il territorio del comune di Ilinden

Ilinden (in macedone Илинден?) è un comune rurale della Macedonia del Nord di 15 894 abitanti (dati 2002). La sede comunale è nella località omonima.

## Geografia fisica
Il comune confina a nord con Aračinovo, a ovest con la Città di Skopje, a sud con Petrovec e a est con Kumanovo.

## Società

### Evoluzione demografica
Dal punto di vista etnico la popolazione è così suddivisa:
- Macedoni: 13 959
- Serbi: 912
- Rrom: 428
- Albanesi: 352

## Località
Il comune è formato dall'insieme delle seguenti località:
- Ilinden (sede comunale)
- Ajvatovci
- Bučinci
- Bujkovci
- Bunardzik
- Deljarovci
- Kadino
- Marino
- Miladinovci
- Mrševci
- Mralino
- Tekija